# Pasta di mandorle
In Italia la pasta reale o pasta di mandorle (pàsta riàli “past’ i mennula” in siciliano, pasta de ammìänduli in calabrese, pasta te mennule o pasta ti mennuli in pugliese e salentino) è un preparato dolciario utilizzato nella preparazione di diversi dolci della cucina siciliana, calabrese, pugliese, salentina, campana e sarda.
Con il nome di "pasta di mandorle" è stata ufficialmente riconosciuta come prodotto agroalimentare tradizionale siciliano e inserita nella lista dei prodotti agroalimentari tradizionali italiani (P.A.T) del Ministero delle politiche agricole alimentari e forestali (Mipaaf).
Anche le regioni Calabria e Lazio hanno registrato la pasta di mandorle come prodotto tradizionale, mentre in Puglia è considerato tipico della tradizione pasticciera salentina.

## Storia
Le origini di questo dolce sono molto lontane: pare, infatti, sia nato alla fine del 1100 nel convento palermitano della Martorana, annesso alla chiesa di Santa Maria dell'Ammiraglio, che deve il suo nome a Giorgio d'Antiochia, ammiraglio del re Ruggero II. Il nome "reale" attribuito alla pasta dolciaria si può ricondurre al fatto che essa fosse "degna di un re" per la bontà e le caratteristiche del dolce.

## Preparati
La pasta di mandorle è usata in tantissime ricette in giro per il mondo.
Costituisce uno dei dolci più rappresentativi della Sicilia, dove i maestri pasticcieri lavorano la mandorla in maniera artigianale con il miele, fino ad ottenere una pura pasta di mandorla, che può anche essere aromatizzata al limone o all'arancia, oltre che essere ricoperta di zucchero a velo.
Alcuni prodotti realizzati con la pasta reale sono ad esempio la cassata, il rollò, le cassatelle, cassatine e pasticcini.
Una delle più note applicazioni dolciarie della pasta di mandorle è però la cosiddetta frutta martorana (o di pasta reale), ossia i finti frutti, vero capolavoro dell'artigianato dolciario siciliano: tradizione vuole che si regalino in occasione della festa di Ognissanti.
Altre specialità siciliane sono le paste alla nocciola dell'Etna e al Pistacchio di Bronte, e l'Agnello Pasquale di Favara, preparato con pasta di mandorle e ripieno di crema di pistacchi.